# Constantin Callens
Constantin Jean Callens (Merksem, 5 april 1849 - Antwerpen, 6 mei 1927), ook met de voornaam Constant of Jean aangesproken, was een Belgisch notaris en politicus voor de Liberale Partij.

## Levensloop
Callens was notaris in het Antwerpse van 1883 tot aan zijn dood.
Hij werd op 29 november 1918 senator voor het arrondissement Antwerpen, als opvolger van Pierre Van de Walle, die in 1916 overleden was. Hij bleef dit mandaat slechts bekleden tot aan de eerste België in de naoorlogse verkiezingen van 1919.
Er is in Berchem-Antwerpen een Callensstraat die naar hem verwijst. Ze loopt doorheen een vroegere eigendom van hem die werd verkaveld en bebouwd.